# Musa rubinea
A Musa rubinea é uma espécie asiática de planta descoberta em 2009 na região do rio Mekong.